# アザン (化合物)

最も単純なアザンであるアンモニアの構造

アザン(Azane)は、鎖式飽和窒化水素である。つまり、水素原子と窒素原子のみからなり、全ての結合は単結合である。そのため、ニクトゲン化水素でもある。環状の窒化水素は含まないため、NnHn+2という分子式で一般に表せる。
各々の窒素原子は3つの結合（N-HまたはN-N結合）を持ち、各々の水素原子は窒素原子とH-N結合している。一連の窒素原子の繋がりは、窒素骨格と言われる。窒素原子数はアザンの大きさを表し、N2-アザン等と呼ばれる。
最も単純なアザンはアンモニアNH3である。繋がる窒素原子数に制限はない。
アザンは反応性が高く、生理活性も持つ。生理活性や反応性が高い官能基と見ることもできる。

## 構造の分類
飽和窒化水素は、以下のように分類できる。
- 線状 (NnHn+2)：窒素原子はヘビのようにつながっている。
- 分岐状 (NnHn+2, n > 2)：窒素骨格は1つまたはそれ以上の方向に枝分かれしている。
- 環状 (NnHn, n > 2)：窒素骨格はループを形成している。

IUPACの定義によると、前2つはアザンであるが、3つ目はシクロアザンと呼ばれる。

## 異性体
3つ以上の窒素原子を含むアザンは、異なる形に配列し、構造異性体を形成することができる。最も単純なアザンの異性体は、窒素原子が線状に配列し、分岐を持たないものである。しかし、窒素原子鎖は1つまたはそれ以上の点で分岐しうる。可能な異性体の数は、窒素原子数が増えると急激に上昇する。
反転のエネルギーが低いため、非置換の分岐アザンはキラルにならないこともある。これらの異性体に加え、窒素原子鎖は1つまたはそれ以上のループを創ることもある。これらの分子は、シクロアザンと呼ばれる。

## 命名
IUPAC命名法では、窒化水素鎖をアルカン命名法の類似の方法で命名する。非分岐の飽和窒化水素鎖は、窒素原子の数をギリシア数字として接頭辞に置き、単結合のみの場合は「アザン」、二重結合を含む場合は「アゼン」という接尾辞を付ける。

### 線状アザン
非直鎖の異性体が存在する直鎖アザンには、nomalを意味するn-の接頭辞が付けられることがある。厳密に必須ではないが、直鎖と分岐の同位体の間に重要な性質の違いがある場合には、付けるのが一般的である。
例えば、以下のように命名される。
- アンモニア (NH3)：1つの窒素原子と3つの水素原子
- ジアザンまたはヒドラジン (N2H4)：2つの窒素原子と4つの水素原子
- トリアザン (N3H5)：3つの窒素原子と5つの水素原子

## 危険性
アンモニアは、15-20%の濃度で空気と混合すると爆発性がある。他の低分子量アザンも空気と混ぜることで爆発性を持つ。軽い液体アザンは高い可燃性を持つ。このリスクは、窒素鎖が伸びると大きくなる。

## 有機アザン
有機アザンは、1つ以上の有機官能基を持つアザン由来の化合物である。これらは有機窒素の一分類であるが、あまり区別はされない。アンモニア由来の有機アミンとヒドラジン由来の有機ヒドラジンは、それぞれ有機アザンの一分類である。
アミンやヒドラジンに加え、有機アザンには他に、ヒドラゾン、イミン、ニトリル、ニトロソ等があるが、アゾ化合物等は含まれない。
多くの置換ヒドラジンが知られ、いくつかは天然にも存在する。例としては、
- モノメチルヒドラジン：ヒドラジン分子の1つの水素原子がメチル基に置換されている。ヒドラジン分子の対称性のため、どの水素原子が置換されたかは問題とならない。ロケット燃料に使われることがある。
- 1,1-ジメチルヒドラジン（非対称ジメチルヒドラジン,UDMH）と1,2-ジメチルヒドラジン（対称ジメチルヒドラジン）：ヒドラジン分子の2つの水素原子がメチル基に置換されている。UDMHは対称ジメチルヒドラジンよりも簡単に製造でき、極めて一般的なロケット燃料となる。
- ギロメトリンとアガリチン：マッシュルームに含まれるヒドラジン誘導体。ジロメトリンはモノメチルヒドラジンに代謝される。
- イソニアジド、イプロニアジド、ヒドララジン、フェネルジン：ヒドラジン様構造を含む分子の医薬品。
- 2,4-ジニトロフェニルヒドラジン：有機化学でケトンとアルデヒドの検出に用いられる。
- フェニルヒドラジン：最初に発見されたヒドラジン。